# Rosie Rushton
Rosie Rushton (ur. 1946) – brytyjska autorka książek dla młodzieży.
Jak sama mówi, Rosie Rushton pisze „książki dla nastolatków i młodych dorosłych”. Książki jej autorstwa wydają wydawnictwa: Piccadilly Press i Puffin w Wielkiej Brytanii oraz C&T, Jaguar i Akapit-press w Polsce.
Pisarką została przez przypadek. Najpierw pisała krótkie nowelki do kobiecych magazynów, a następnie, w 1993 roku, wydawnictwo Piccadilly Press wydało pierwszą jej książkę Staying Cool, Surviving School. Zarówno ta powieść, jak i druga książka autorki You’re My Best Friend, I Hate You! opowiadają o prawdziwych wydarzeniach. Większość późniejszych książek to fikcja literacka, choć są oparte na wydarzeniach z życia nastoletnich znajomych Rushton.

## Życie prywatne
Ma trzy dorosłe córki i pięcioro wnucząt. Mieszka w Moulton w Northamptonshire. Autorka od 2005 roku jest lektorem w kościele anglikańskim.

## Twórczość

### Nastolatki z Leehampton
- Just Don’t Make A Scene, Mum! (1995) (pl. Co ty wyprawiasz, mamo?!)
- I Think I’ll Just Curl Up and Die! (1995) (pl. Ja tego nie przeżyję!)
- How Could You Do This To Me, Mum? (1996) (pl. Dlaczego mi to robisz mamo?)
- Does Anyone Ever Listen? (1999) (pl. Nikt mnie nie rozumie!)

### Best Friends
- Best Friends Together (1998) (pl. Czy to już miłość?)
- Best Friends Getting Sorted (1998) (pl. Czego nie robi się z miłości?)
- Best Friends In Love (1999) (pl. Zakochani)

### Co za tydzień[2]
- What a Week to Break Free (1998) (pl. Co za tydzień) (wyd. pol. 2007)
- What a Week to Fall in Love (1998)
- What a Week to Make it Big (1998)
- What a Week to Make a Stand (1999) (pl. Co za tydzień 2) (wyd. pol. 2007)
- What a Week to Play It Cool (1999)
- What a Week to Make a Move (2001)
- What a Week to Take a Chance (2004) (pl: Co za tydzień 3) (wyd. pol. 2008)
- What a Week to Get Real (2005)
- What a Week to Risk it All (2006)

### Jane AustenXXI wieku
- The Secrets of Love (2005) (pl: Sekrety i miłość sióstr Dashwood)
- Summer of Secrets (2007) (pl: Lato tajemnic)
- Secret Schemes and Daring Dreams (2008) (pl: Śmiałe marzenia)
- Love, Lies and Lizzie (2009) (pl: Miłość, kłamstwa i Lizzie)
- Echoes of Love (2010) (pl: Echa miłości)
- Whatever Love is (2012) (pl: Wszystko o miłości)

### Pozostałe
- Staying Cool, Surviving School (1993)
- You’re My Best Friend – I Hate You! (1994)
- Poppy (1996) (wyd. pol. 1998)
- Olivia (1997) (wyd. pol. 1999)
- Sophie (1998) (wyd. pol. 2001)
- Melissa (1998) (wyd. pol. 2002)
- Jessica (2000) (wyd. pol. 2003)
- Life Line (Barrington Stoke) (1999)
- PS He’s Mine (with Nina Schindler) (2000)
- Break Point (2001) (pl. Dogrywka)
- Tell Me I’m OK Really (2001) (pl. Powiedz, że nic mi nie jest)
- Last Seen Wearing Trainers (2002) (pl. Wyszła z domu...)
- All Change! (2000)
- Fall Out! (2002)
- Waving Not Drowning (2003) (pl. Wszystko będzie dobrze)
- Friends, Enemies and Other Tiny Problems (2003) (pl. Przyjaciółki i kłamczuchy)